# Allan Rayman
Pour les articles homonymes, voir Rayman.
Allan Rayman est un auteur-compositeur-interprète canadien basé à Toronto en Ontario. Il est signé chez Communion Music, maison de production pour laquelle il a sorti quatre albums : Hotel Allan (2016), Roadhouse 01 (2017), Harry Hard-on (2018) et Christian (2020), ainsi que deux EP, Courtney (2017) et Vérone's Mixtape (2020).
Il reçoit une nomination pour l'artiste révolutionnaire de l'année aux prix Juno de 2018.

## Discographie

### Albums
- 2016 : Hôtel Allan
- 2017 : Roadhouse 01
- 2018 : Harry Hard-on
- 2020 : Christian
- 2022 : Roadhouse 02
- 2024 : The All Allan Hour